# Аверченко, Виталий Петрович
Виталий Петрович Аверченко (укр. Аверченко Віталій Петрович; 3 апреля 1937, Каменск-Шахтинский, Азово-Черноморский край — 16 марта 2023) — советский и украинский актёр и режиссёр. Заслуженный деятель искусств УССР. Народный артист Украины (1992).

## Биография
Родился 3 апреля 1937 года в городе Каменск-Шахтинский (ныне в Ростовской области).
В 1959 окончил Киевский институт театрального искусства, в 1964 окончил Харьковский институт искусств.
Работал в Винницком государственном академическом музыкально-драматическом театре имени Садовского с 1959 по 1961, Республиканском русском драматическом театре Марийской АССР в Йошкар-Оле с 1965 по 1969, в Донецком украинском музыкально-драматическом театре имени Артема (1969—1971, 1980—1987). Отказавшись от предложения стать режиссёром в Национальном академическом драматическом театре имени Ивана Франко, основал новый театр — Макеевский театр юного зрителя, который открылся 2 октября 1971 году спектаклем «Молодая гвардия» по мотивам романа А. А. Фадеева, и 23 года был его главным режиссёром и актёром. С 2000 года режиссёр Донецкого академического государственного театра оперы и балета имени Анатолия Соловьяненко.
Умер 16 марта 2023 года.